# Suren Heworkian
Suren Tihranowycz Heworkian (ukr. Сурен Тігранович Геворкян; ur. 2 lutego 1980) – ukraiński zapaśnik walczący w stylu klasycznym.
Zajął osiemnaste miejsce na mistrzostwach świata w 2007. Srebrny medalista mistrzostw Europy w 2003 i brązowy w 2007 roku.